# المعينة (إب)
المعينه هي إحدى قرى الجمهورية اليمنية. تتبع جغرافيا لمحافظة إب وإداريًا لمديرية القفر. يبلغ تعداد سكانها 1342 نسمة حسب الإحصاء الذي أجري عام 2004.